# Manpupunjor-Felsen
Koordinaten: 62° 15′ 26″ N, 59° 17′ 52″ O

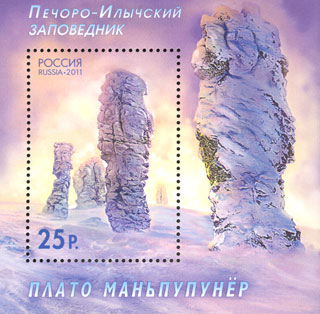
Abbildung der Manpupunjor-Felsformation auf einer russischen Briefmarke

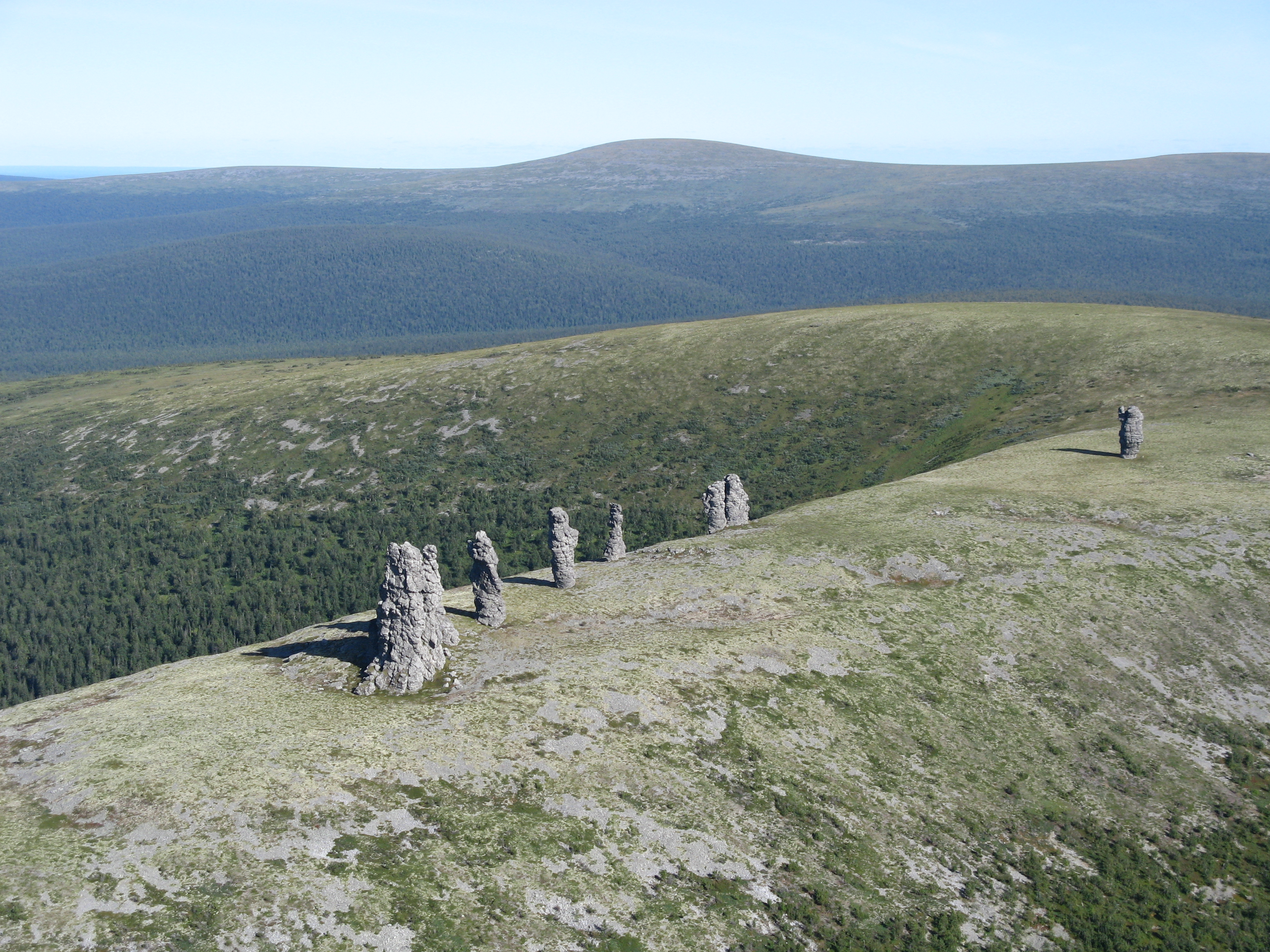
Luftaufnahme der Manpupunjor-Felsen, Blick von Nordosten (2008)

Die Manpupunjor-Felsformation (russisch und mansisch Маньпупунёр; auch Мань-Пупу-Нёр, Man-Pupu-Njor), bekannt als die Sieben starken Männer oder Pole der Republik Komi, ist eine außergewöhnliche Naturformation aus sieben markanten Felssäulen. 
Gelegen an der westlichen Flanke des Uralgebirges, erstreckt sie sich im Rajon Troizko-Petschorsk der Republik Komi in Russland, innerhalb des Petschoro-Ilytschski-Naturreservats, das nach den Flüssen Petschora und Ilytsch benannt ist. Die Formation erhebt sich auf dem gleichnamigen Berg- und Hochplateau Man-Pupu-Njor, zwischen den Flussläufen von Ilytsch und Piusa. 
Mit einer Höhe von 30 bis 42 Meter ragen die säulenartigen Felsen bizarr und isoliert aus der Landschaft und erinnern in ihrer Silhouette an menschliche Gestalten. Diese eigentümliche Erscheinung verankerte sie tief in der Mythologie des indigenen Volkes der Mansen, die sie als Götzen verehrten. Heute gelten sie als eines der „Sieben Wundern Russlands“ und zählen zu den beeindruckendsten geologischen Sehenswürdigkeiten des Landes.

## Entstehung
Die Felsformationen sind die Überreste eines erodierten Gebirgszuges, welcher sich vor etwa 200 Millionen Jahren an dieser Stelle befand. Die Felsen bestehen aus metamorphem Gestein (Glimmerschiefer).

## Tourismus
Die Manpupunjor-Säulen sind eine nationale Touristenattraktion. Sie sind recht abgelegen: der nächste größere Ort Troizko-Petschorsk liegt 165 km westlich. Die Besucherzahlen steigen allerdings jährlich. Es gibt verschiedene Wege zur Hochebene:
- aus der Republik Komi entlang der Gebirgskette des Reservates
- aus westlicher Richtung von Troizko-Petschorsk über den Ilytsch bis Ust-Ljaga, von dort ca. 38 km durch Taigagelände
- einen in der Oblast Swerdlowsk beginnenden Wanderweg über den Djatlowpass, die Otorten-Berge und die Petschoraquelle
- touristisch organisiert per Hubschrauber.
- aus östlicher Richtung via Ski-Wanderweg von „Trjochretschje“ („Dreiflussland“, die Mündung der Flüsse Kotlija und Luzoulja in die Große Soswa, den linken Quellfluss der Nördlichen Soswa)

Ein Teil des Wegs aus der Oblast Swerdlowsk wurde 2004 in Reaktion auf von Touristen verursachte Verschmutzungen offiziell für den PKW-Verkehr gesperrt, um das Petschoro-Ilytschski-Reservat und das Iwdel-Reservat zu schützen. Gemäß Artikel 8.39 des russischen Ordnungswidrigkeitsgesetzbuchs darf nur nach Koordination mit der Reservatsleitung im Reservat campiert werden.